# Karyamulya (Batujaya)
Karyamulya is een bestuurslaag in het regentschap Karawang van de provincie West-Java, Indonesië. Karyamulya telt 9490 inwoners (volkstelling 2010).